# Gazeta de Farmácia
A Gazeta de Farmácia foi uma jornal publicado em Portugal por farmacêuticos e dirigido à classe farmacêutica.
Foi fundada em Agosto de 1882 e teve como diretores, Emílio Fragoso e Gomes de Mattos.